# PASTEL GRAFFiTi
「PASTEL GRAFFiTi」（パステル・グラフィティ）は、古川雄大のデビュー・ミニアルバム。2008年10月29日にジェネオン・ユニバーサル・エンターテイメントから発売された。仕様は初回盤と通常盤2形態に同時発売。

## 概要
全6曲に新曲録音している。全曲とも自らが作詞・作曲を手掛けて、メロディアス、ピアノ・バックなど曲風の構成になっている。

### CDタイプ
全てディスクジャケット各仕様は異なる。
- 初回生産限定盤･･･3360円（MJCD-20134）
  - 「Starting Days」のビデオクリップやメイキング映像収録のDVD付き。
- 通常盤･･･2625円（MJCD-20135）
  - ジャケット型ステッカー封入。

## 収録曲
1. Starting Days [4:34]
作詞・作曲：古川雄大、編曲：後藤康二
2. One Night [4:38]
作詞・作曲：古川雄大、編曲：後藤康二
3. Stay Green [4:49]
作詞・作曲：古川雄大、編曲：後藤康二
4. First Story [5:37]
作詞・作曲：古川雄大、編曲：後藤康二
5. Smile or Smile [4:17]
作詞・作曲：古川雄大、編曲：後藤康二
6. キズナ [7:27]
作詞・作曲：古川雄大、編曲：後藤康二

### DVD（初回盤のみ）
1. 「Starting Days」Music Video
2. 「Starting Days」メイキング映像